# Mariska Veres
Mariska Veres (Den Haag, 1 oktober 1947 - aldaar, 2 december 2006) was een Nederlandse zangeres, die vooral bekend was door haar optredens met de rockgroep Shocking Blue.

## Biografie

### Jeugd
Veres werd geboren als middelste van de drie dochters van de Hongaarse violist en orkestleider Lajos Veres en haar in Duitsland geboren moeder uit Frans-Russische ouders, Maria Ender.
De muziek werd Veres thuis met de paplepel ingegoten. Ze leerde piano spelen en zat enkele jaren op zangles. Thuis nam ze met een bandrecorder populaire hits van de radio op en knipte de teksten uit muziekbladen als Tuney Tunes en Muziek Expres. Zo kon zij met de nummers meezingen, bijvoorbeeld met Helen Shapiro, die ook een lage, warme stem had. In die tijd was ook Cliff Richard een van haar favorieten, vertelde ze in meerdere interviews.
Als vijftienjarig meisje reageerde Veres in oktober 1962 op een advertentie in de Haagsche Courant, waarin de studentengroep Les Mystères een zangeres zocht. In december 1963 werd er een vierdaagse talentenjacht georganiseerd door het muziekblad Tuney Tunes in samenwerking met platenmaatschappij Bovema te Heemstede. Herman Stok was de presentator. Met begeleiding van Les Mystères zong zij Summertime, Fever, en Lullaby of Birdland en won daarmee de eerste prijs. Veres mocht in 1964 een Nederlandstalig plaatje maken. Dat werd een cover van de hit van Conny Froboess Diese Nacht Hat Viele Lichter (filmthema uit Topkapi van Manos Hadjidakis) met de originele orkestband van Kurt Edelhagen. De plaat Topkapi met als subtitel Als De Mandolinen Klinken werd overigens pas in 1965 op het label Imperial uitgebracht. Op de B-kant het veel meer poppy liedje Is het waar?, een vertaling van Brenda Lee's Is it true?, ook met de Duitse orkestband van Conny Froboess.
Les Mystères ging in 1965, na enkele personeelswisselingen, door als The Bumble Bees. In 1966 mocht de groep haar eerste plaat maken voor het Op Art-label van Muziek Expres. Veres was toen al vertrokken naar The Blue Fighters. Nadat ze in de periode 1966-1967 als zangeres bij Danny & his Favourites, The General Four, The Sunset Four en The Stagemen had meegewerkt, kwam ze in november 1967 bij de indorockband The Motowns terecht, die vanaf toen Mariska and the Motowns heette, en waar ze niet alleen de leadzang, maar ook de orgelpartijen voor haar rekening nam. Eind 1967 nam Veres voor platenmaatschappij Phonogram nog een Nederlandstalige single (Dag en Nacht, een cover van Sandie Shaws You've not changed) op voor het label van Philips Records. Op de B-kant stond Al wordt 't nu winter, een cover van het vrolijke The sound of the summer. Tijdens live-optredens met The Motowns zong Mariska deze stukken overigens in het Engels. Vanaf de zomer van 1968 was ze weer actief als zangeres en organiste bij Danny & his Favourites tot ze in het najaar in Loosdrecht een aanbieding kreeg voor Shocking Blue, waar ze zanger Fred de Wilde verving omdat hij in militaire dienst moest.

### Shocking Blue

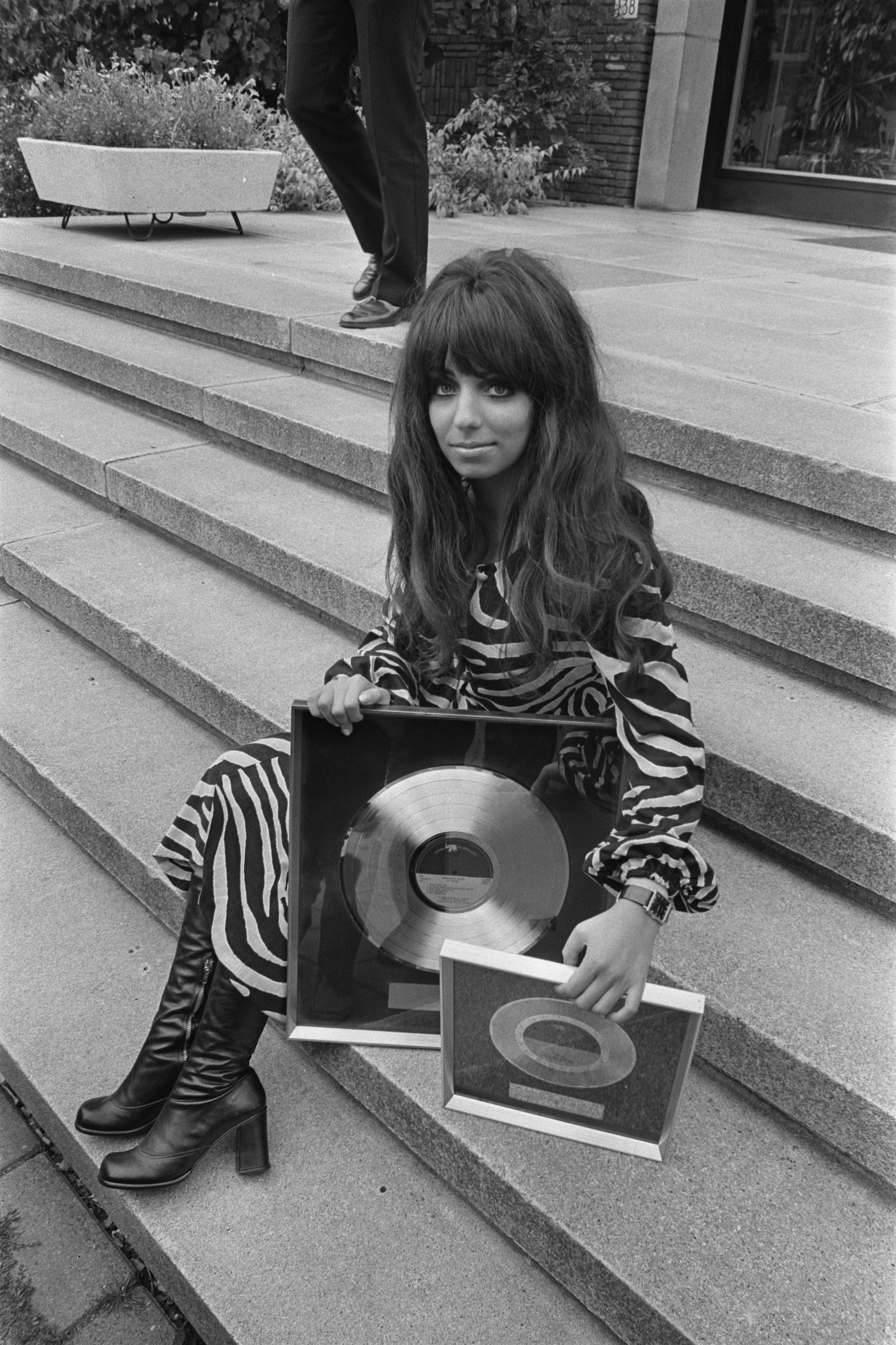
Mariska Veres in 1970

De eerste hit waarop Veres meezong, is Send me a postcard, gevolgd door Long and Lonesome Road. Opmerkelijk is dat de band van Send me a postcard eerst een opname in de studio maakte voorafgaand aan een podiumpresentatie. In 1969/1970 kreeg Shocking Blue wereldfaam met het nummer Venus, de eerste Amerikaanse nummer 1-hit van Nederlandse makelij. In de jaren die volgden, toerde Veres met Shocking Blue de hele wereld rond. Iets wat haar zeer aanstond, want, zo zei ze ooit in een interview: "Ik ben gek op hotels". Toch vergde het reizen veel van de groep. Soms wisten de leden amper waar ze nu weer aan het spelen waren. Van Nederlandse optredens kwam in deze periode niet veel terecht. Toch verbleef Shocking Blue regelmatig in de Nederlandse hitlijsten. Grote hits waren Never Marry a Railroad Man, Mighty Joe, Shocking you, Hello Darkness, Blossom lady en Inkpot. De groep scoorde met deze nummers gigahits in Japan en Azië.
Op 1 juni 1974 kondigde Shocking Blue aan te stoppen. Een jaar eerder was Robbie van Leeuwen al als actief lid gestopt, omdat hij geelzucht had opgelopen tijdens een tournee. Hij werd vervangen door Martin van Wijk. Mariska voelde zich niet echt happy meer in de groep: zonder de leiding van Van Leeuwen sloeg de anarchie toe. Er werd veel gedronken, Mariska was daar niet gelukkig mee en wilde er het liefst mee stoppen. Het einde van de groep kreeg, na het nakomen van al gemaakte afspraken, in de zomer van 1975 zijn beslag, nadat de allerlaatste single Gonna sing my song uitkwam en flopte.
Veres begon hierna aan een solocarrière die vooral in Duitsland succesvol was. Van haar werden onder andere de nummers Take me high en Lovin' you uitgebracht en de Duitstalige versies waren grote hits in Duitsland: Mach mich frei (Take Me High) / Ich liebe doch nur dich (I Am Loving You) en Liebe ist ... (wenn du mich nicht vergißt) (Lovin' You) / Ich hab' an dich geglaubt (You Showed Me How). De single Tell it like it is kwam eind 1975 in de Tipparade, maar heeft de stap naar de hitparade nooit kunnen maken. Deze single is onder Mariska's eigen naam uitgebracht; een opmerkelijk detail is dat het haar Shocking Blue-collega's zijn (van de Good Times-periode) die de muziek hebben verzorgd op Tell it like it is. Het nummer kwam in 1981 terecht op een Greatest Hits-album van Shocking Blue op CNR. Naar verluidt nam Mariska in haar solojaren een groot aantal nummers op waarvan het de bedoeling zou zijn geweest om die op een soloalbum te zetten, maar dat album is er nooit gekomen en de opnames zouden voor het grootste deel zoek zijn geraakt. Alleen het nummer There's a need in me (niet te verwarren met Need you near me) kwam als onderdeel van een verzamelalbum op de plaat terecht. Een speciale Dureco-promotie-lp die werd uitgegeven voor de MIDEM 1975 in Cannes, bevat de solotrack Never leave me lonely.
In de late jaren 70 nam ze nog een aantal solosingles op, waaronder Too Young, Bye bye to romance en Looking out for number one, maar het werden geen van alle hits. Het optreden met een orkestband beviel haar ook niet. Tussen de bedrijven door werkte ze als diskjockey in de chique Club de Paris onder het Scheveningse Europa Hotel. In 1979 zong Mariska (samen met Marjan Schattelijn) het nummer Neon city van Robbies studioproject Mistral. Ze verzorgde in dat jaar ook achtergrondzang op het album Palmtree Luxury van de groep Plant. In 1981 zong Veres een deel van Somebody to love op de medley Super Rock Stars Live, waarmee de gebroeders Bolland inhaakten op de medleyrage die met Stars On 45 is begonnen. In 1982 nam ze met de Bollands als componisten en producers nog een laatste solosingle op: Wake up city / In the name of love. Het nummer haalde nog wel het Hilversum 3-programma Los Vast, maar een hitnotering kreeg het helaas niet. Ook nam ze eind 1982 vier nummers op van muzikant/componist/gitarist Ron Broekhart uit Maassluis. De demo's, waarop Cor van der Beek als drummer is te horen: To whom it may concern, Wake up, Stay cool en View of life werden echter alle door platenbaas Willem van Kooten afgekeurd om als single uit te brengen. In 1984 nam Veres op initiatief van toenmalig VARA-diskjockey Peter Holland met een organist een Nederlandstalige versie op van het Vicky Leandros-succes Après Toi, getiteld Het is te laat. Het nummer is alleen eenmalig op de radio te horen geweest. 
In 1980 en in 1984 kwam Shocking Blue weer bij elkaar met Veres als zangeres en deze rentree bleek zeer succesvol. Maar aangezien Robbie van Leeuwen in Luxemburg woonde en iedere keer voor een optreden naar Nederland moest komen, werd het een beetje te veel voor hem. Ook het feit dat de Britse meidengroep Bananarama in 1986 met Venus op nummer 1 kwam te staan in de VS - en dat Robbie weer veel royalty's opleverde - is voor hem een reden geweest om te stoppen met Shocking Blue. In 1986 werd nog wel met een gedeeltelijk nieuwe Shocking Blue-line-up de single The jury and the judge opgenomen, die zowaar ook weer eens wat media-aandacht kreeg. In 1994 werd nog de cd-single Body And Soul uitgebracht op het label Red Bullet, geproduceerd door Rob van Leeuwen zelf.

### Latere jaren
In 1988 gaf Veres eindelijk het startschot voor haar eigen groep: "Veres" werd geboren. Los van een Shocking Blue-medley concentreerde deze groep, bestaande uit drummer Klaus Streitwolf, gitarist André van Geldorp en bassist Henk Bisschop, zich voornamelijk op eigen werk. Het grootste gedeelte van het eigen werk lag in het toen zeer populaire hardrockidioom. In deze formatie werd een promo opgenomen en werd er getoerd. Maar 5 jaar later, in 1993, werd de groep ontbonden. Volledigheidshalve zijn dit de opgenomen nummers: Strange Ways, Your Dirty Lies, Ready To Leave (een rockballad), Hear About It Later en End Of The Road.
In 1993 trok Veres de aandacht als jazz-zangeres met haar eigen groep: The Shocking Jazz Quintet. In dat jaar trad Veres tot ieders verrassing met de Clarks in een populair Duits programma op en vertolkte live Venus. Verrassend fris, olijk en frivool sloeg haar verschijning in als een bom. In datzelfde jaar ging ze ook weer optreden met een 'reïncarnatie' van Shocking Blue. Er was steeds meer vraag naar de band, en van Robbie van Leeuwen kreeg Mariska toestemming om onder de naam Shocking Blue op te treden. Met de nieuwe formatie bleef Veres tot aan haar overlijden optreden. In de nieuwe line-up speelde ook haar vriend, gitarist André van Geldorp. Mariska was goed bevriend met Peter Tetteroo van de Tee Set; met hem nam ze eind jaren 90 het nummer Christmas Time op dat in een kerstkaart aan een aantal relaties werd verstuurd. Een paar jaar later ging ze in op een aanbod van Riem de Wolff van de Blue Diamonds om een cover op te nemen van het Carpenters-succes Close to you dat op de cd Out of the Blue van The New Diamonds terechtkwam. Tevens verscheen van haar op een verzamel-cd Stem voor Daniël (ten bate voor de Daniël den Hoed Kliniek) een Rolling Stones-cover Paint it Black. Verder maakte ze een cd met Andrei Serbanescu (2003) getiteld: Gipsy Heart, waarmee ze terugkeerde naar haar roots, de zigeunermuziek.
Een van de laatste keren dat Mariska live te zien was, was tijdens een tweetal concerten van Margriet Eshuijs, waar Veres als speciale gaste werd uitgenodigd. Op 25 augustus 2006 trad ze op in het Bloemendaalse openluchttheater Caprera, de dag erna in het Haagse Zuiderpark. Behalve een aantal Shocking Blue-stukken, zong Mariska ook onder andere River deep, mountain high, White rabbit en Stand by me. Verrassend was ook de vertolking (voor de eerste keer sinds 1976) van Tell it like it is. Mariska zou later in het jaar nog een aantal malen optreden, maar deze optredens werden vanwege haar reeds verzwakte toestand afgezegd.
Mariska Veres overleed op zaterdagmiddag 2 december 2006 aan de gevolgen van galblaaskanker. De ziekte werd slechts drie weken voor haar dood bij de Haagse zangeres ontdekt. Het lichaam van Mariska Veres werd op 8 december 2006 gecremeerd in het Haagse Crematorium Ockenburgh.

## Na haar dood

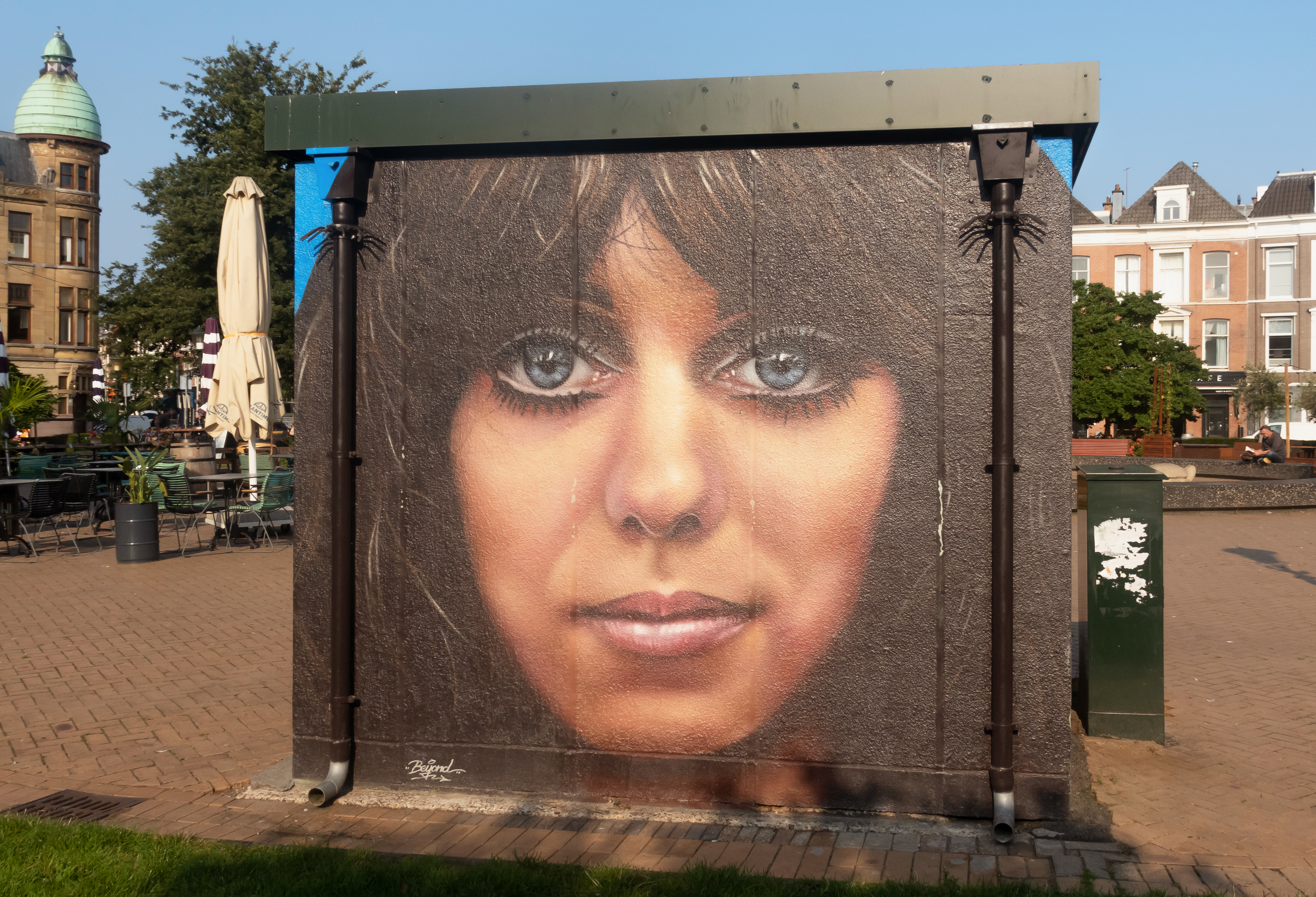
Muurschildering van Mariska Veres

In 2007 werd (postuum) het album Another Touch (met diverse artiesten) uitgebracht met daarop een zwoele versie van Venus. Dit nummer heeft Mariska opgenomen met pianist/arrangeur Dolf de Vries.
Tijdens KoninginneNach 2007 verzorgden verschillende Haagse bands een eerbetoon aan Mariska Veres door tijdens hun optreden op het speciale Haagse Podium een nummer uit het repertoire van Shocking Blue te spelen: So What speelde Venus, Orange Grove Bird of Paradise, Leona Get it on en Hasselhoff Love buzz.
Op het Haagse jazz-festival The Hague Jazz werd een van de podia naar Mariska vernoemd. Het podium, dat "Mariska's" heette, keerde bij iedere editie van het festival terug. Op 5 november 2011 werd bekend dat The Hague Jazz failliet was gegaan. De organisatie kampte al een tijd met financiële problemen.
In 2009 dook op Marktplaats een ep'tje op van Les Mystėres, het allereerste bandje van Mariska. Zij zong hierop twee nummers: Summertime (solo) en Someone (een duet). De ep werd 1964 in Den Haag door GTB opgenomen en in een kleine oplage vermenigvuldigd voor promotiedoeleinden. Platenclub Utrecht restaureerde de opnamen en bracht de ep opnieuw uit voor de fans.
Op 29 augustus 2020 werd op een transformatorhuisje aan het Prins Hendrikplein in het Zeeheldenkwartier in Den Haag door burgemeester Jan van Zanen een muurschildering onthuld met Mariska’s portret, gemaakt door de Haagse Street art kunstenaar Beyond.
Rob Stenders van Radio Veronica heeft op 8 december 2021 in zijn programma De Bonanza de originele, maar opgepoetste, versie van het nummer To whom it may concern uit 1982 gedraaid. Een primeur voor Stenders, want het nummer had tot dusverre nog nooit de ether bereikt.  

## Discografie

### Albums
| Album met eventuele hitnotering(en) in de Nederlandse Album Top 100 | Datum van verschijnen | Datum van binnenkomst | Hoogste positie | Aantal weken | Opmerkingen                         |
| ------------------------------------------------------------------- | --------------------- | --------------------- | --------------- | ------------ | ----------------------------------- |
| At Home                                                             | 1970                  | 14-2-1970             | 4               | 8            | Shocking Blue                       |
| Scorpio's Dance                                                     | 1970                  | 3-10-1970             | 13              | 6            | Shocking Blue                       |
| Shocking Blue                                                       | 1971                  | 2-1-1971              | 20              | 17           | Shocking Blue                       |
| Third Album                                                         | 1971                  | 5-6-1971              | 25              | 4            | Shocking Blue                       |
| Live in Japan (July 28 & 30, 1971)                                  | 1971                  | -                     | -               | -            | Shocking Blue (Livealbum)           |
| Inkpot                                                              | 1972                  | -                     | -               | -            | Shocking Blue                       |
| Atilla                                                              | 1973                  | -                     | -               | -            | Shocking Blue                       |
| Eve and the Apple                                                   | 1973                  | -                     | -               | -            | Shocking Blue                       |
| Ham                                                                 | 1973                  | -                     | -               | -            | Shocking Blue                       |
| Dream on Dreamer                                                    | 1973                  | -                     | -               | -            | Shocking Blue                       |
| Good Times                                                          | 1974                  | -                     | -               | -            | Shocking Blue                       |
| Shocking You!                                                       | 1993                  | -                     | -               | -            | Mariska Veres Shocking Jazz Quintet |
| Gipsy Heart                                                         | 2003                  | -                     | -               | -            | Mariska Veres & Andrei Serban       |
| Another Touch (diverse artiesten)                                   | 2007                  | -                     | -               | -            | Mariska Veres & Dolf de Vries       |

### Singles
Alleen solo-werk buiten Shocking Blue om
- 1965 Topkapi / Is het waar (single) (als 'Mariska' op het label en 'Mariska Veres' op de hoes)
- 1967 Dag en nacht / Al wordt het nu winter (single) (als 'Mariska')
- 1975 Tell it like it is / Wait till I get back to you (single)
- 1974 Need you near me / It's a long hard road (single Japan)
- 1975 Take me high / I am loving you (single)
- 1976 Loving you / You showed me how (single)
- 1976 Liebe ist... (Loving you) / Ich hab' an dich geglaubt (You showed me how) (single - Duitstalige landen)
- 1976 Mach mich frei (Take me high) / Ich liebe doch nur dich (I am loving you) (single - Duitstalige landen)
- 1976 Little by little / Help the country (single)
- 1977 Too young / You don't have to know (single)
- 1978 Bye bye to romance / It's a long hard road (single - "Mariska Veres Band")
- 1978 Neon city / Asphalt (single - "Mistral")
- 1980 Looking out for number one / So sad without you (single)
- 1981 Super Rock Stars Live / Dance all night (single en 12-inch, als Super Rock Stars Live met o.a. Bolland en Bolland)
- 1982 Wake up city / In the name of love (single)
- Opgedoken in 2010: Summertime - Someone / San Antonio rose - Can't you see (ep) - "Mariska Veres & Les mystères")

### Top 40-noteringen
Incl. haar werk met Shocking Blue
| Single met eventuele hitnotering(en) in de Nederlandse Top 40 | Datum van verschijnen | Datum van binnenkomst | Hoogste positie | Aantal weken | Opmerkingen                                                                            |
| ------------------------------------------------------------- | --------------------- | --------------------- | --------------- | ------------ | -------------------------------------------------------------------------------------- |
| Topkapi                                                       | 1965                  | ?-?-1965              | -               | -            | solo                                                                                   |
| Dag en nacht                                                  | 1967                  | ?-?-1967              | -               | -            | solo                                                                                   |
| Send me a postcard                                            | 1968                  | 14-12-1968            | 11              | 7            | Shocking Blue / #10 in de Parool Top 20                                                |
| Long lonesome road                                            | 1969                  | 8-3-1969              | 17              | 7            | Shocking Blue / #16 in de Parool Top 20                                                |
| Venus                                                         | 1969                  | 12-7-1969             | 3               | 15           | Shocking Blue / #3 in de Hilversum 3 Top 30                                            |
| Mighty Joe                                                    | 1969                  | 29-11-1969            | 1(2wk)          | 18           | Shocking Blue / #2 in de Hilversum 3 Top 30                                            |
| Venus                                                         | 1969                  | 24-1-1970             | 3               | 11           | Shocking Blue ; heruitgave n.a.v. het Amerikaanse succes / #2 in de Hilversum 3 Top 30 |
| Never marry a railroad man                                    | 1970                  | 6-6-1970              | 1(2wk)          | 12           | Shocking Blue ; onder vakbondsdruk geboycot op de BBC / #1 in de Hilversum 3 Top 30    |
| Hello darkness                                                | 1970                  | 21-11-1970            | 6               | 9            | Shocking Blue / #4 in de Hilversum 3 Top 30                                            |
| Shocking you                                                  | 1971                  | 6-3-1971              | 12              | 5            | Shocking Blue / #10 in de Hilversum 3 Top 30                                           |
| Blossom lady                                                  | 1971                  | 21-8-1971             | 2               | 10           | Shocking Blue / #2 in de Daverende 30                                                  |
| Out of sight, out of mind                                     | 1971                  | 27-11-1971            | 6               | 10           | Shocking Blue / #6 in de Daverende 30                                                  |
| Inkpot                                                        | 1972                  | 11-3-1972             | 5               | 9            | Shocking Blue / #5 in de Daverende 30                                                  |
| Rock in the sea                                               | 1972                  | 19-8-1972             | 12              | 5            | Shocking Blue / #14 in de Daverende 30                                                 |
| Eve and the apple                                             | 1972                  | 9-12-1972             | 13              | 8            | Shocking Blue / #15 in de Daverende 30                                                 |
| Oh Lord                                                       | 1973                  | 7-4-1973              | 14              | 5            | Shocking Blue / #14 in de Daverende 30                                                 |
| Let me carry your bag                                         | 1974                  | 22-9-1973             | tip             | -            | Shocking Blue                                                                          |
| This America                                                  | 1974                  | 11-5-1974             | tip             | -            | Shocking Blue                                                                          |
| Need you near me                                              | 1974                  | ?-?-1974              | -               | -            | solo (Japan)                                                                           |
| Gonna sing my song                                            | 1975                  | 31-5-1975             | tip             | -            | Shocking Blue                                                                          |
| Take me high                                                  | 1975                  | 30-8-1975             | 27              | 3            | solo / #27 in de Nationale Hitparade                                                   |
| Tell it like it is                                            | 1975                  | 29-11-1975            | tip             | -            | solo                                                                                   |
| Lovin' you                                                    | 1976                  | 31-7-1976             | 16              | 6            | solo / #14 in de Nationale Hitparade                                                   |
| Mach mich frei (Take me high)                                 | 1975                  | ?-?-1975              | -               | -            | solo (Duitsland)                                                                       |
| Liebe ist... (Lovin' you)                                     | 1976                  | ?-?-1976              | -               | -            | solo (Duitsland) / #14 in de Nationale Hitparade                                       |
| Little by little                                              | 1976                  | 20-11-1976            | tip             | -            | solo                                                                                   |
| Too young                                                     | 1977                  | 16-7-1977             | tip             | -            | solo                                                                                   |
| Bye bye to romance                                            | 1978                  | ?-?-1978              | tip             | -            | Mariska Veres Band                                                                     |
| Neon city                                                     | 1978                  | 21-10-1978            | 37              | 3            | Mistral (Robbie van Leeuwen) / #37 in de Nationale Hitparade                           |
| Looking out for number one                                    | 1980                  | 21-3-1980             | tip             | -            | solo                                                                                   |
| Wake up city                                                  | 1982                  | 26-10-1982            | tip             | -            | solo                                                                                   |
| Summertime - Someone                                          | 2010                  | 10-3-2010             | tip             | -            | Mariska Veres & Les mysterés                                                           |

### Mini LP-CD Series (Russische Bootleg)
| Album met eventuele hitnotering(en) in de Nederlandse Album Top 100 | Datum van verschijnen | Datum van binnenkomst | Hoogste positie | Aantal weken | Opmerkingen                                            |
| ------------------------------------------------------------------- | --------------------- | --------------------- | --------------- | ------------ | ------------------------------------------------------ |
| At home                                                             | -                     | -                     | -               | -            | Shocking Blue (Russisch Bootleg)                       |
| Scorpio's dance                                                     | -                     | -                     | -               | -            | Shocking Blue (Russisch Bootleg)                       |
| Third album                                                         | -                     | -                     | -               | -            | Shocking Blue (Russisch Bootleg)                       |
| Live in Japan (July 28 & 30, 1971)                                  | -                     | -                     | -               | -            | Shocking Blue (Livealbum) (Russisch Bootleg)           |
| Inkpot                                                              | -                     | -                     | -               | -            | Shocking Blue (Russisch Bootleg)                       |
| Attila                                                              | -                     | -                     | -               | -            | Shocking Blue (Russisch Bootleg)                       |
| Ham                                                                 | -                     | -                     | -               | -            | Shocking Blue (Russisch Bootleg)                       |
| Dream on Dreamer                                                    | -                     | -                     | -               | -            | Shocking Blue (Russisch Bootleg)                       |
| Good times                                                          | -                     | -                     | -               | -            | Shocking Blue (Russisch Bootleg)                       |
| The Shocking Blue Reunion 1980 (June 13, 1980)                      | -                     | -                     | -               | -            | Livealbum (Russisch Bootleg)                           |
| The Shocking Blue Comeback (December 28, 1984)                      | -                     | -                     | -               | -            | Shocking Blue (Livealbum) (Russisch Bootleg)           |
| 23 Greatest Hits                                                    | -                     | -                     | -               | -            | Shocking Blue - Verzamel-CD (Russisch Bootleg)         |
| Shocking You!                                                       | -                     | -                     | -               | -            | Mariska Veres Shocking Jazz Quintet (Russisch Bootleg) |